# Fúria espanyola (Anvers)
La fúria espanyola va ser un saqueig de la ciutat d'Anvers per tropes espanyoles amotinades que va començar el 4 de novembre del 1576, durant la Guerra dels Vuitanta Anys.

## Antecedents
L'1 de setembre de 1575 el regne d'Espanya va declarar la fallida del deute sobirà. Per les múltiples guerres tot arreu a l'Imperi espanyol, Felip II de Castella va endeutar el país i ja no podia pagar el sou a les tropes. 400.000 florins enviats per al pagament van ser confiscats pel govern d'Elisabet I d'Anglaterra quan la flota va cercar refugi d'una tempesta als ports anglesos. Als Països Baixos hi havia soldats que no van rebre cap soldada des de feia fins a dos anys i mig. Un primer motí va començar el març del 1576 sota les ordes de Cristóbal de Mondragón a Zierikzee, i més tard sota Francisco de Valdez a Aalst. El consell de la Generalitat dels Països Baixos va autoritzar la població civil a armar-se per expulsar tots els espanyols, militar i civils, amb l'ajuda de tropes valones i alemanyes.

## El saqueig

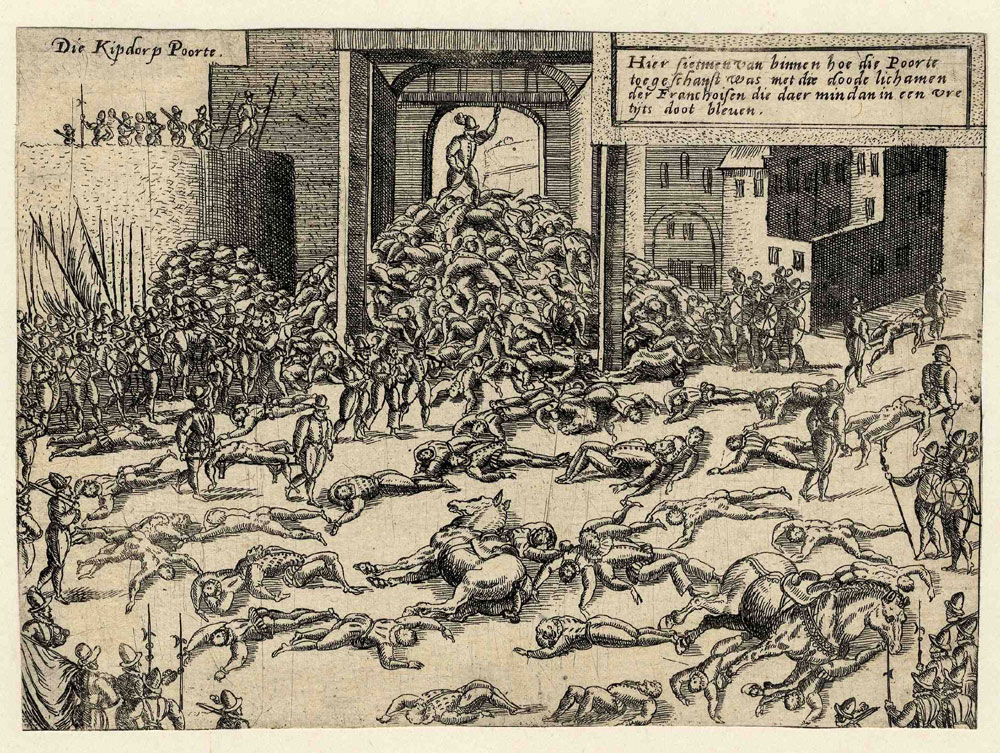
imatge del saqueig. Gravat del 1576

Des d'octubre, uns oficials conduïts per Sancho d'Ávila, el comandant de la ciutadella d'Anvers van complotar secretament el saqueig de la rica ciutat. D'Ávila va provar de convèncer Otto IV d'Eberstein, el comandant de les tropes alemanyes de deixar la ciutat als espanyols. Eberstein no va cedir i va alarmar el governadaor Champagney de l'amenaça imminent. El 3 de novembre, 6000 tropes de reforç conduïdes pel marquès d'Havré van entrar a la ciutat. Amb l'ajuda d'uns 10.000 ciutadans van aixecar defenses improvisades. Les tropes de d'Havré no van ser molt útils. Mentrestant, d'Avila havia alarmat els seus col·legues d'Aalst, Lier, Breda i Maastricht que van convergir vers Anvers. El 4 de novembre, els espanyols van atacar. La població i les tropes d'Eberstein van resistir, però van quedar quasi indefensos contra els espanyols exercitats i ben armats. Eberstein va ofegar-se a l'Escalda quan va fugir. Va seguir un saqueig brutal, en el qual van morir unes set mil persones, principalment civils, i molt patrimoni va ser destruït.

## Conseqüències
La violència extrema va alienar la població del règim espanyol. Moltes persones prominents als Països Baixos, tot i catòlics, fins aleshores fidels a la Corona d'Espanya se'n van distanciar. La ja pobra reputació de Felip II es va enfonsar encara més. La Generalitat dels Països Baixos va signar quatre dies després la Pacificació de Gant per unir les províncies insurrectes amb les províncies que van quedar fidels a Espanya amb l'ànim d'expulsar totes les tropes espanyoles i aturar la persecució dels protestants. Això va anihilar en pocs dies deu anys d'esforços espanyols per ofegar la Revolta dels Països Baixos.
A més, el saqueig va causar l'ocàs del mercat del tèxtil d'Anvers. Els negociants anglesos no es van arriscar en el que semblava una zona de guerra. Vers 1582, tots els anglesos havien deixat Anvers. També la comunitat jueva va emigrar. Va ser l'inici de l'ascensió d'Amsterdam. Anvers va perdre el seu estatus d'una de les ciutats més opulents i influents d'Europa. Es va recuperar, però mai no va tornar a la seva glòria anterior. És un dels esdeveniments majors que van contribuir a la Llegenda negra espanyola.